# Новий кінотеатр «Парадізо»
«Новий кінотеатр „Парадізо“» (італ. Nuovo Cinema Paradiso) — італійсько-французький художній фільм режисера Джузеппе Торнаторе 1988 року, що завоював премію «Оскар» як найкращий іноземний фільм і дві премії Європейської кіноакадемії.
На 1 березня 2024 року фільм займав 49-ту позицію у списку 250 найкращих фільмів за версією IMDb. Існує три версії: оригінальна (155 хвилин), міжнародна (122 хвилини) і режисерська (173 хвилини). Переглядати рекомендується дітям від 13 років спільно з батьками.

## Сюжет
Фільм розпочинається з ретроспективи. Сальваторе ді Віта з того часу, як залишив рідне містечко заради Риму, вже протягом 30 років не повертався додому. У Римі він став відомим режисером. Однієї ночі він отримує новину про смерть Альфредо і переживає заново всі дитячі спогади. Після Другої світової війни у маленькому сицилійському містечку єдиною розвагою є кінотеатр. Кінець сорокових років. Хлопчина Тото живе у бідній родині з сестрою та мамою. Вся родина чекає, коли батько повернеться з Росії, де він зник під час війни. Тото є помічником місцевого пароха Дона Адельфіо, який керує місцевим кінотеатром Paradiso. Дон Адельфіо перед показом фільму рецензує всі сцени з поцілунками, вважаючи їх непристойними й неприпустимими для показу. Сальваторе, який захоплений кінематографом, таємно краде обрізки плівки із забороненими сценами. Альфредо, інший герой фільму, неписьменний кіномеханік, незабаром повинен скласти екзамен у початковій школі разом з малим Тото. На екзамені Альфредо і Тото укладають угоду: Тото дасть відповіді до тестів, а Альфредо навчить його «крутити» фільми.
Одного вечора, коли кінотеатр зачинений, Альфредо і Тото вирішують все ж показати фільм та розважити публіку, спроєктувавши картинку на стіну будинку. На площі зібралося все містечко. Проте через неуважність Альфредо у кінотеатрі спалахує пожежа. Тото рятує друга, але Альфредо втрачає зір. Завдяки одному місцевому мільйонеру кінотеатр відновлюють і дають йому назву Nuovo Cinema Paradiso. Оскільки малий Тото єдиний, хто знайомий з проєктуванням фільмів, йому дають цю роботу — показувати фільми без цензури.
В підлітковому віці Тото закохується в дівчину Елену з багатої сім'ї. Батьки цього не схвалюють, тому вирішують переїхати. Тим часом хлопець йде служити в армію недалеко від Риму й остаточно втрачає слід Елени. Тото повертається на Сицилію, де відвідує Альфредо, який йому радить покинути рідне містечко і ніколи туди не повертатися.
З цим останнім спогадом Сальваторе повертається до реальності. Попри те, що він став багатим та відомим режисером, він розчарований своїм життям і вирішує повернутися на Сицилію.
Похорон Альфредо для нього став можливістю зустрітися з минулим, з людьми його дитинства. Кінотеатр закритий і, щобільше, Тото довелося взяти участь у його знесенні. Він знову зустрічається з Еленою, яка одружена з його старим шкільним товаришем.
Врешті, Тото нічого не залишається, як повернутися в Рим зі спадком, який йому залишив Альфредо: обрізки плівок зі сценами поцілунків, які колись потрапили під цензуру Дона Адельфіо.

## У ролях
- Філіпп Нуаре
- Жак Перрен
- Джованні Джанконо
- Бріжит Фоссі
- Ніно Терцо
- Роберта Лена
- Нікола ді Пінто
- Леопольдо Трієсте — батько Адельфіо
- Тано Чимароза — коваль

## Нагороди та номінації
- 1989 «Каннський кінофестиваль»
  - Переможець (1):
    - Великий приз журі

  - Номінації (1):
    - Золота пальмова гілка
- 1990 «Сезар»
  - Переможець (1):
    - Найкращий постер

  - Номінації (1):
    - Найкращий фільм іноземною мовою
- 1990 «Золотий глобус»
  - Переможець (1):
    - Найкращий фільм іноземною мовою — Італія
- 1990 «Оскар»
  - Переможець (1):
    - Найкращий фільм іноземною мовою — Італія
- 1991 «Британська академія»
  - Переможець (5):
    - Найкращий фільм іноземною мовою
    - Найкраща чоловіча роль (Філіпп Нуаре)
    - Найкраща чоловіча роль другого плану (Сальваторе Кашо)
    - Найкращий оригінальний сценарій
    - Найкращий саундтрек

  - Номінації (6):
    - Найкращий режисер (Джузеппе Торнаторе)
    - Найкраща робота оператора
    - Найкращі костюми
    - Найкращий монтаж
    - Найкращий грим
    - Найкраща робота художника-постановника